# スペルミンオキシダーゼ
スペルミンオキシダーゼ(spermine oxidase)は、次の化学反応を触媒する酸化還元酵素である。
スペルミン + O2 + H2O {\displaystyle \rightleftharpoons } スペルミジン + 3-アミノプロパナール + H2O2
反応式の通り、この酵素の基質はスペルミンとO2とH2O、生成物はスペルミジンと3-アミノプロパナールとH2O2である。
組織名はspermidine:oxygen oxidoreductase (spermidine-forming)である。